# Villa del Dique
Villa del Dique is een plaats in het Argentijnse bestuurlijke gebied Calamuchita in de provincie Córdoba. De plaats telt 2.829 inwoners.